# Benoît David
Benoît David (Montréal, 19 aprile 1966) è un cantante canadese di rock progressivo, noto per avere fatto parte degli Yes dal 2008 al 2011.

## Biografia

### Close to the Edge, la tribute band
È stato il cantante dei Close to the Edge, una tribute band canadese degli Yes eponima dell'album e del brano, basata a Montréal, Canada.

### Con i Mystery
È stato il cantante dei canadesi Mystery dal 1999 al 2014, registrando con loro tre album in studio e uno live, e negli spettacoli dal vivo. Ha lasciato la band nella primavera del 2014 ed è stato sostituito da Jean Pagaeu, durante i preparativi del tour The World Is A Game.

### Voce solista degli Yes

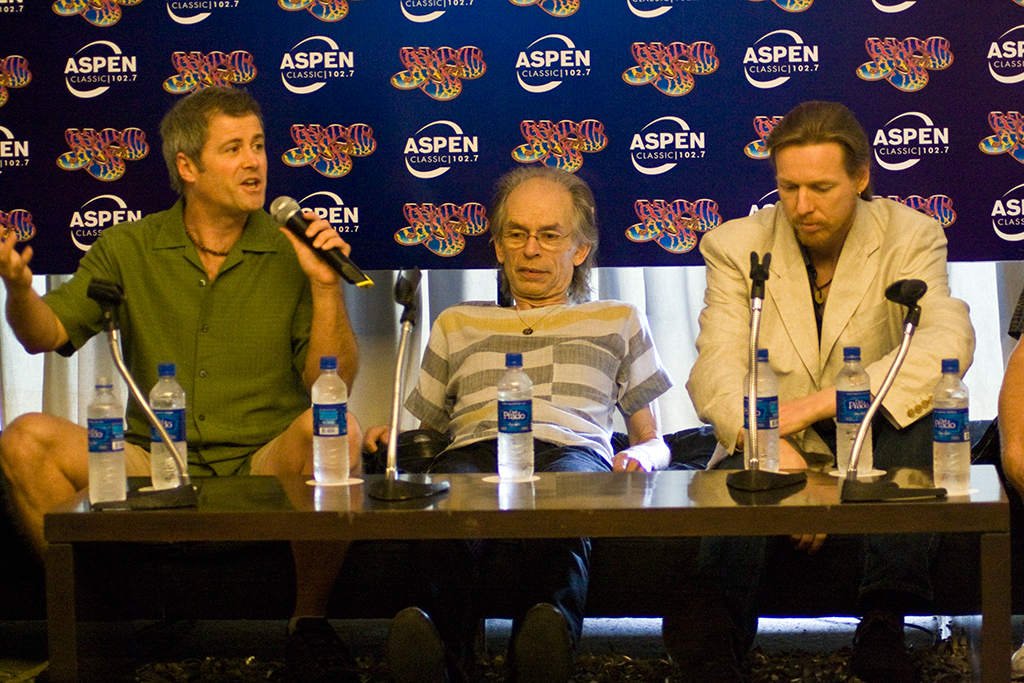
Benoît David (il primo a sinistra) ad una conferenza stampa degli Yes

Il bassista Chris Squire, leader della band, notò David in un video dei Close to the Edge pubblicato su YouTube che gli fu consigliato da un amico. Lo convocò per una audizione, che ebbe esito positivo.
Nel settembre del 2008 venne annunciato che David avrebbe preso parte al tour In the Present della formazione "Steve Howe, Chris Squire and Alan White of Yes" come voce solista, in sostituzione del cantante e fondatore degli Yes Jon Anderson, da alcuni anni sofferente alle vie respiratorie ed impossibilitato a partecipare alle varie esibizioni dal vivo. Esordì il 4 novembre con il concerto di Hamilton nell'Ontario, Canada, diventando membro ufficiale degli Yes nel 2009.
Nel 2011 incise con gli Yes il loro nuovo disco in studio, Fly from Here, ma durante il relativo tour promozionale – eseguito con gli Styx come co-headliner – trascurò i sintomi e si ammalò di una laringite acuta con infezione all'orecchio e febbre alta. Tre date europee vennero così cancellate. David tornò in Canada, e i medici gli ordinarono il totale riposo per non danneggiare permanentemente la sua voce. Egli stesso diede forfait e rinunciò a proseguire i concerti dopo la pausa natalizia.
Venne prima rimpiazzato e poi sostituito in maniera definitiva da Jon Davison, consigliato tempo addietro a Squire da Taylor Hawkins dei Foo Fighters.
Dalla prima parte del tour In the present, con David alla voce, è stato tratto l'album doppio dal vivo In the Present - Live from Lyon.

## Discografia

### Con i Mystery
- 2007 – Beneath the Veil of Winter's Face
- 2010 – One Among the Living
- 2012 – The World is a Game
- 2014 – Tales from the Netherlands

### Con gli Yes
- 2011 – Fly from Here
- 2011 – In the Present - Live from Lyon, 2 CD

### Contributi

#### Con gli Hamadryad
- 2005 – Safe in Conformity, nel brano “Omnipresent Umbra”
- 2010 – Intrusion, nel brano “In My Country”

#### Con Gordon Giltrap e Oliver Wakeman
- 2013 – Ravens & Lullabies, nel brano “From the Turn of a Card”

## Videografia
- 2011 – In the Present - Live from Lyon, interviste ed estratti del concerto nel DVD[10]